# Sportovec roku 1965

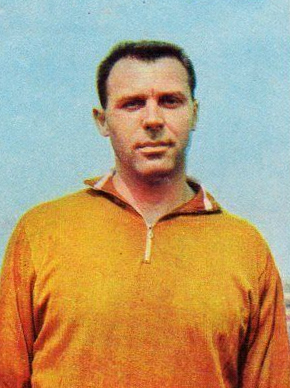
Ludvík Daněk

Sportovec roku 1965 byl sedmý ročník ankety sportovních novinářů o nejlepšího sportovce Československa. Vítězem se stal diskař Ludvík Daněk, který toho roku v Sokolově hodil světový rekord. Stal se prvním atletem, jemuž se podařilo v anketě zvítězit. V družstvech nejvíce hlasů získala hokejová reprezentace, která na mistrovství světa ve Finsku vybojovala stříbro.

## První desítka jednotlivci
1. Ludvík Daněk (atletika)
2. Věra Čáslavská (sportovní gymnastika)
3. Josef Odložil (atletika)
4. Jan a Jindřich Pospíšilové (kolová)
5. Pavel Doležel (cyklistika)
6. Hana Mičechová (moderní gymnastika)
7. Eva a Pavel Romanovi (krasobruslení)
8. Andrej Kvašňák (fotbal)
9. Zdeněk Valenta a Miroslav Stach (vodní slalom)
10. Ján Popluhár (fotbal)

## První trojka družstva
1. hokejisté Československa
2. juniorské družstvo tenistů Československa
3. reprezentační mužstvo československých motocyklistů